# Forschungsanstalt Geisenheim

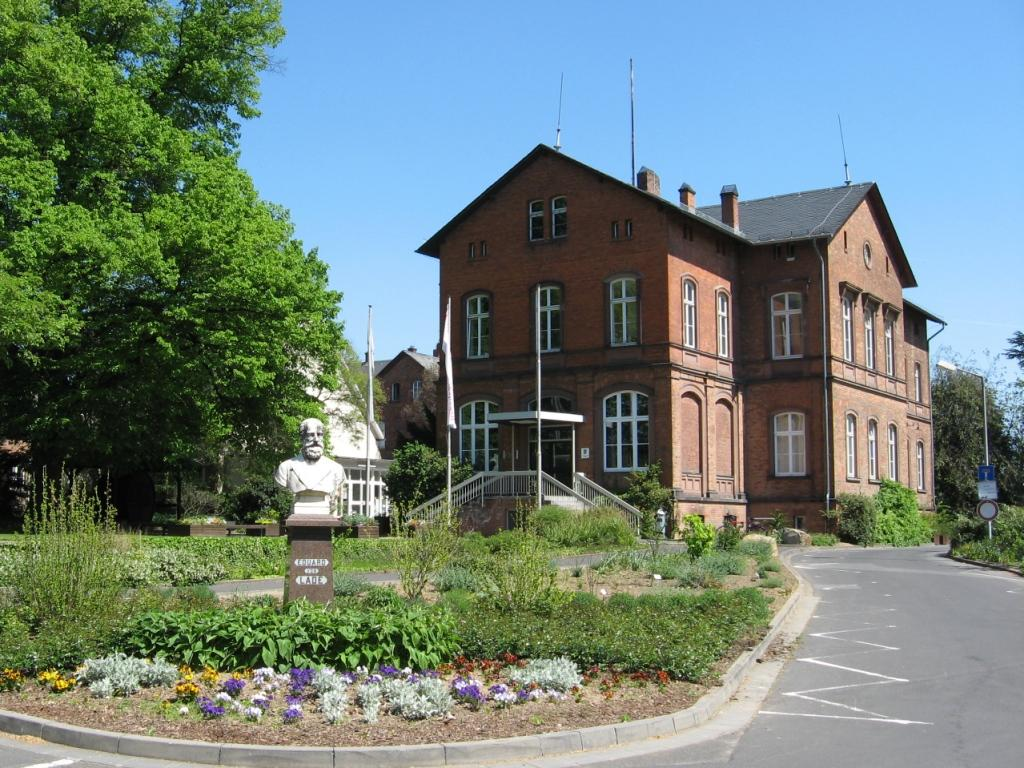
Monumento „Eduard von Lade“ (izquierda) y el edificio principal del administration de Forschungsanstalt Geisenheim

El Forschungsanstalt Geisenheim, o FAG, Instituto de Investigación de Horticultura y Viticultura en Geisenheim / Rheingau, fue fundada en 1872 por el barón Eduard von Lade como Real Academia Prusiana de huertos y viñedos. Se formó para centralizar toda la actividad de viticultura y enología en Prusia.
Las tareas del Instituto fueron inicialmente la investigación, especialmente en las áreas de Viticultura y Fruticultura, y la organización de los estudios en horticultura y viticultura en Geisenheim. 1972 ha sido la investigación institucionalmente separadas y la formación. El instituto de investigación continuará para realizar tareas de investigación en el campo de la horticultura y la viticultura, la tecnología y bebida, mientras que la Hochschule RheinMain direcciones en estrecha colaboración con el Departamento del Instituto de Investigación de Geisenheim con diez cursos.

## Institutos de investigación

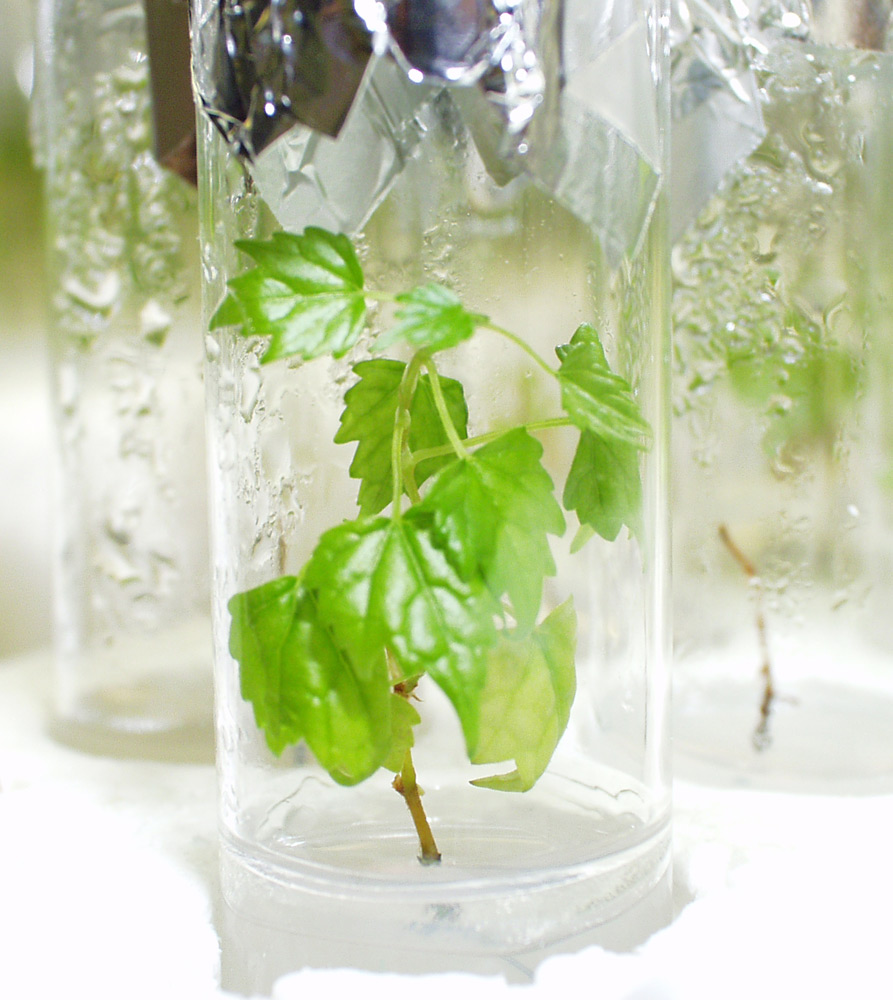
Cultivo de una vid (Vitis vinifera) in vitro

Además de la parte administrativa el Forschungsanstalt ha de cinco institutos, con un total de 13 disciplinas que se dedican a diferentes campos de investigación en horticultura y viticultura.
Institut für Weinbau und Rebenzüchtung
- Fachgebiet Rebenzüchtung und Rebenveredlung
- Fachgebiet Weinbau
- Fachgebiet Kellerwirtschaft

Institut für Oenologie und Getränkeforschung
- Fachgebiet Weinanalytik und Getränkeforschung
- Fachgebiet Mikrobiologie und Biochemie

Institut für Gartenbau
- Fachgebiet Gemüsebau
- Fachgebiet Obstbau
- Fachgebiet Zierpflanzenbau

Institut für Biologie
- Fachgebiet Botanik
- Fachgebiet Bodenkunde und Pflanzenernährung
- Fachgebiet Phytomedizin

Institut für Betriebswirtschaft und Technik
- Fachgebiet Betriebswirtschaft und Marktforschung
- Fachgebiet Technik

## Lista de algunos de los principales proyectos de Forschungsanstalt

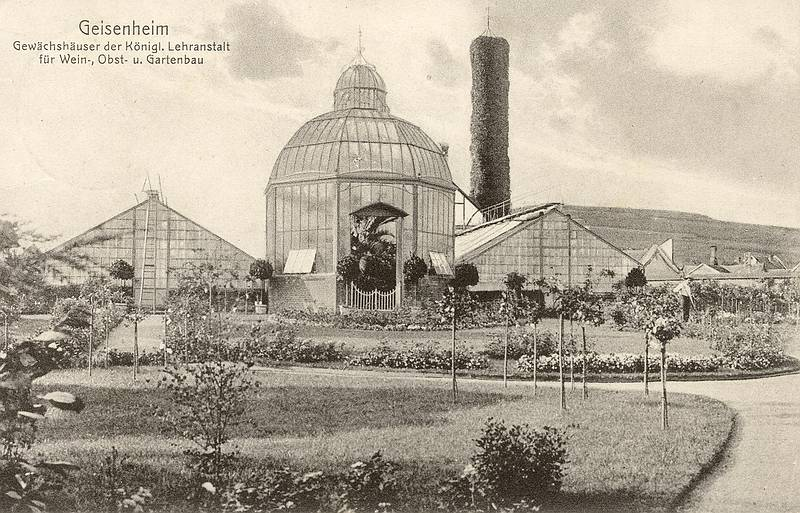

Desde el trabajo de mejoramiento de las disciplinas individuales que hay algunos que vinieron de las frutas y viticultura más importantes, las variedades. El más popular con diferencia es la cría de Geisenheim blanco Müller-Thurgau crea por Hermann Müller Thurgau, variedad de uva, también llamada Rivaner. Ella estaba ya en los años 80 del siglo 19 Siglo. Otros relacionados con la agricultura Rebzüchtungen Geisenheimer incluyen Ehrenfelser, Saphira, Ehrenbreitsteiner y Reichensteiner. También de importancia es el resultado de “Börner” Geisenheim patrón, como el patrón único que es resistente al ataque de la filoxera.
En los huertos es el “milagro de Monrepos” cultivar la nuez bien establecida en el cultivo de las variedades de ciruela de la grupo TOP. Otra variedad es creado Aprimira en 1994, un cruce entre una ciruela y el albaricoque.

## Programas de intercambio
La Facultad de Enología participa en programas de intercambio de formación e investigación (Erasmus, Atlantis, acuerdos de cooperación). En este marco, se ha creado una «red enológica» para fomentar la cooperación en investigación de la vid hasta la producción de vino y su consumo.
Desde la obra del profesor Hermann Müller final de la 19. siglo es una relación tradicionalmente estrecha y la cooperación con el Centro de Investigación Federal Suiza de fruticultura, viticultura y horticultura en Wädenswil (Suiza). También en Suiza, Changins, se encuentra la estación Federale de Recherches en Producción Végétale, ambas instituciones están resumidos en Agroscope. Otro socio importante en Europa, el Instituto Federal para la Viticultura y Horticultura en Klosterneuburg (Austria). Con los países tradicionalmente productores de vino de Francia, Italia, el Instituto colabora en particular con la investigación de Viticultura y Enología. Aquí, el Istituto Sperimentale Viticultura mar en Conegliano (Italia) están llamando a la "Fundación Edmund Mach" Istituto Agrario di San Michele todos "Adige (Italia) y las Universidades de Montpellier y Burdeos (Francia). Socios de investigación en Hungría son los locales de las instituciones de investigación Kecskemet y Eger. La Universidad de Tesalónica en Grecia en colaboración con el Instituto de Investigación en temas de investigación de la viticultura.
Los socios internacionales de investigación son, por ejemplo, el Universidad Tecnológica de Rajamangala (Tailandia), la Universidad Charles Sturt en Wagga Wagga (Australia), CCS Haryana Agricultural University, Hisar (India), la estación experimental de la viticultura en Nijtvoorby y la Universidad de Stellenbosch (Sudáfrica ) y la Universidad Cornell, Nueva York (EE. UU.).
Además de las universidades e institutos de investigación se lleva a cabo con las asociaciones gubernamentales y no gubernamentales e instituciones para cooperar en proyectos, la jardinería y la elaboración de vino en diferentes formas.